# Бруну Кошта
Бру́ну Шавье́р Алме́йда Ко́шта (порт. Bruno Xavier Almeida Costa; родился 19 апреля 1997 года в Оливейра-ди-Аземейш, Португалия) — португальский футболист, полузащитник.

## Клубная карьера
Кошта — воспитанник «Фейренсе» и «Порту». Для получения игровой практики Бруну начал выступать за дублирующий состав последнего. 14 августа 2016 года в матче против «Академико де Визеу» он дебютировал в Сегунда лиге. 6 марта 2018 года в поединке Лиги чемпионов против английского «Ливерпуль» Кошта дебютировал за основной состав. 13 апреля 2019 года в матче против «Портимоненсе» он дебютировал в Сангриш лиге.

## Международная карьера
В 2017 году в составе молодёжной сборной Португалии Кошта принял участие в молодёжном чемпионате мира в Южной Корее. На турнире он сыграл в матчах против команд Южной Кореи и Уругвая. В поединке против корейцев Бруну забил гол.

## Достижения
«Порту»
- Чемпион Португалии (2): 2019/20, 2021/22
- Обладатель Кубка Португалии: 2019/20